# Marçalzinho
Armando de Souza Marçal, mais conhecido como Marçalzinho (Rio de Janeiro, 17 de dezembro de 1956), é um percussionista brasileiro. 

## Biografia
Nascido no Rio de janeiro, começou na música aos 14 anos. É filho de Mestre Marçal, um dos maiores diretores de bateria de escola de samba de todos os tempos (atuou na Portela, Unidos da Tijuca e Viradouro), e neto de Armando Marçal.
Nos EUA trabalhou com artistas como Pat Metheny, Paul Simon, Art Garfunkel, Don Cherry, entre outros. 
No Brasil atuou ao lado de grandes nomes da música popular brasileira, como Gal Costa, Jorge Benjor, Caetano Veloso, João Bosco, Djavan, Vanessa da Mata, Chico Buarque, Blitz, Ivan Lins e Elis Regina. Introduziu percussão nos Paralamas do Sucesso e também foi integrante da banda de Lulu Santos.